# 鄭際唐
鄭際唐（?—?），字耘門，福建侯官縣（今屬福州市）人。清朝官員。
鄭際唐於乾隆三十四年（1769年）中式己丑科二甲第二十九名進士。選翰林院庶吉士，散館授編修。曾任山西學政。官至內閣學士。
工詩，有《须庵诗集》。《晚晴簃詩匯》收其詩。